# Война и мир (фильм, 1956)
«Война и мир» (англ. War and Peace) — кинофильм режиссёра Кинга Видора, вышедший на экраны в 1956 году. Экранизация романа Льва Толстого.
Сценаристами выступили Кинг Видор, Бриджет Боланд, Марио Камерини, Эннио Де Кончини, Джан Гаспар Наполитано, Иво Перилли, Марио Сольдати и Роберт Уэстерби. Фильм был выпущен компанией Paramount Pictures, и спродюсирован Дино Де Лаурентисом и Карло Понти. Музыку к картине написал Нино Рота, а оператором выступил Джек Кардифф.
Главные роли исполнили Одри Хепбёрн, Генри Фонда и Мел Феррер.
Фильм был номинирован на премию «Оскар» за лучшую режиссуру (Кинг Видор), лучшую операторскую работу (Джек Кардифф) и лучший дизайн костюмов (Мария Де Маттеис).

## Сюжет
В начале XIX века Наполеон управлял большей частью Европы. Армия России, одной из немногих европейских стран, не завоёванных великим полководцем, готовится сразиться с ним в Австрии. Среди русских офицеров Николай Ростов и князь Андрей Болконский.
Пьер Безухов, друг князя Андрея, не интересуется борьбой. Его привлекает сестра Николая Ростова, Наташа, но он женится на меркантильной княжне Элен Курагиной. Брак быстро заканчивается, когда Пьер понимает истинную сущность своей жены.
Болконский попадает в плен к французам, позднее освобождается. Его жена умирает при родах.
Князь Андрей влюбляется в Наташу Ростову, но его отец требует отложить заключение брачного союза на год. В то время как Болконский с армией находится в Польше, Наташа увлекается Анатолем Курагиным, негодяем и распутником. Пьер Безухов открывает Наташе прошлое Анатоля, прежде чем она сбежит с ним.
Армия Наполеона вторгается в Россию. Пьер навещает князя Андрея перед битвой и наблюдает за сражением. Потрясённый бойней, он клянётся лично убить Наполеона.

## В ролях

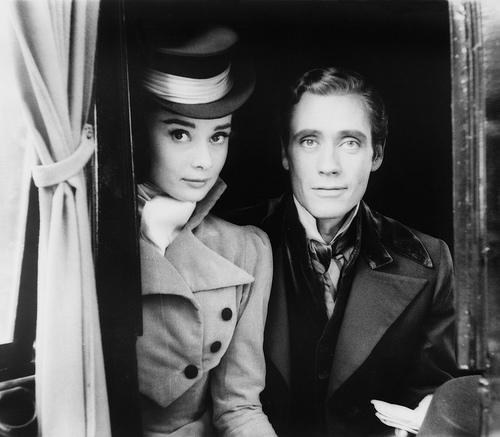
Одри Хепбёрн и Мел Феррер во время съёмок фильма

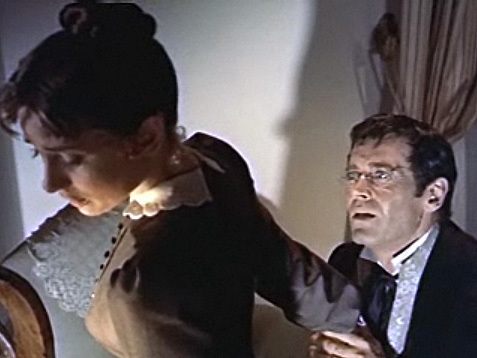
Одри Хепбёрн — Наташа Ростова, Генри Фонда — Пьер Безухов

- Одри Хепбёрн — Наташа Ростова, дочь Ильи и Натальи Ростовых
- Генри Фонда — Пьер Безухов
- Мел Феррер — князь Андрей Болконский
- Витторио Гассман — Анатоль Курагин
- Герберт Лом — Наполеон Бонапарт
- Оскар Хомолка — Михаил Кутузов
- Анита Экберг — Элен Курагина (в замужестве Безухова)
- Хельмут Дантин — Фёдор Долохов
- Бэрри Джонс — граф Илья Андреевич Ростов
- Лиа Зайдль — графиня Наталья Ростова, жена графа Ильи Андреевича
- Джереми Бретт — Николай Ростов, старший сын Ростовых
- Шон Баррет — Петя, сын Ростовых
- Мэй Бритт — Соня, племянница графа Ростова
- Туллио Карминати — князь Василий Курагин
- Уилфрид Лоусон — князь Николай Болконский
- Анна-Мария Ферреро — княжна Марья, сестра князя Андрея
- Милли Витале — Лиза, жена князя Андрея
- Патрик Крин — Василий Денисов
- Джон Миллс — Платон Каратаев
- Гертруда Флинн — Мария Перонская
- Гуальтьеро Тумиати — Кирилл Безухов

## Награды и номинации
- 1956 — премия Британского общества кинематографистов: лучшая операторская работа (Джек Кардифф)
- 1957 — три номинации на премию «Оскар»: лучший режиссёр (Кинг Видор), лучшая операторская работа (цветные фильмы) (Джек Кардифф), лучший дизайн костюмов (цветные фильмы) (Мария Де Маттеис)
- 1957 — две номинации на премию BAFTA: лучший фильм, лучшая британская актриса (Одри Хепбёрн)
- 1957 — номинация на премию Гильдии режиссёров США: лучшие достижения в режиссуре (Кинг Видор)
- 1957 — премия «Золотой глобус» за лучший зарубежный фильм на иностранном языке (Италия)
- 1957 — четыре номинации на премию «Золотой глобус»: лучший фильм (драма), лучший режиссёр (Кинг Видор), лучшая актриса (драма) (Одри Хепбёрн), лучший актёр второго плана (Оскар Хомолка)
- 1957 — две премии «Серебряная лента» Итальянского национального синдиката киножурналистов: лучшая работа художника (Марио Кьяри), лучшая музыка (Нино Рота)

## Факты
- Первый вариант сценария содержал 506 страниц, что в пять раз превышает размер среднего сценария[1].
- В начале апреля 1955 года Дино Де Лаурентис и Кинг Видор предложили главные роли супругам Мелу Ферреру и Одри Хепбёрн[2].
- Съёмки начались 4 июля 1955 года[3] и проходили в Италии, студийные эпизоды снимали в Риме и в павильоне на студии «Чинечитта», сцены переезда — в Фелонике (провинция Мантуя), массовые батальные сцены — в Пинероло (провинция Турин), зимние сцены — в Финляндии[1].
- Гонорар Одри Хепбёрн был самым высоким, который когда-либо получала актриса до этого времени. За двенадцать съёмочных недель она получила 350 тысяч долларов; на повседневные расходы — 500 долларов в неделю, плюс 27 500 долларов за каждую неделю работы сверх съёмочного плана. Ей предоставлялся автомобиль с шофёром на двадцать четыре часа в сутки на весь период съёмок. Её одобрение должны были получить сценарий, актёрский состав, оператор и гримёры[2]. Когда Хепбёрн сообщили о её рекордном гонораре, она сказала своему агенту Курту Фрингсу: «Я не стою этого. Это невозможно. Пожалуйста, не говорите никому»[1]. Из-за десятичасового рабочего дня, выкидыша и общей слабости, Хепбёрн позже говорила, что роль Наташи была самой сложной в её жизни[3].
- На роль Пьера Безухова Одри Хепбёрн предлагала Питера Устинова, продюсер картины Дино Де Лаурентис видел в этой роли Грегори Пека, партнёра Одри Хепбёрн по «Римским каникулам»[2]. Режиссёр Кинг Видор был за Пола Скофилда, Стюарта Грейнджера или Ричарда Бёртона. Также рассматривались кандидатуры Джино Черви, Массимо Серато, Себастьяна Кэбота. Марлон Брандо отказался играть Пьера Безухова, так как не хотел работать с Одри Хепбёрн[1].
- Через некоторое время после выхода фильма Генри Фонда признался в том, что знал о значительной разнице в возрасте между ним и его персонажем Пьером Безуховым и что снялся в картине только из-за денег[1].
- Фредрик Марч пробовался на роль Кутузова. Арлин Даль была утверждена на роль Элен, но из-за болезни её пришлось заменить Анитой Экберг.
- Джереми Бретт был выбран на роль Николая Ростова отчасти потому, что был внешне похож на свою экранную сестру Одри Хепбёрн[1].
- Одри Хепбёрн попросила Юбера де Живанши заняться костюмами для Наташи Ростовой, но он отказался, так как полагал, что работа над «историческими» костюмами подорвет авторитет лидера в современной моде, но он несколько раз прилетал в Рим, чтобы оценить выбор тканей и цветов для туалетов Хепбёрн в «Войне и мире»[2].
- В качестве статистов в батальных сценах было задействовано от 5 до 8 тысяч итальянских солдат.
- Более 100 тысяч комплектов военной формы, костюмов и париков были изготовлены по оригинальным гравюрам и картинам эпохи Наполеона.
- На время съёмок батальных сцен продюсеры наняли 65 врачей, которые были одеты в солдатскую форму и рассеяны по всей местности, чтобы оказать помощь в случае травмирования кого-нибудь из статистов или каскадёров[1].
- В сцене, когда Ростовы приглашают князя Андрея отправиться с ними на охоту, Джереми Бретт — единственный из актёров, кто скачет на настоящей лошади. Одри Хепбёрн, Генри Фонда, Мэл Феррер, Барри Джонс и Мэй Бритт во всех своих крупных планах сняты на механических лошадях[1].
- Кинг Видор сам режиссировал эпизод Бородинского сражения, вместо того, чтобы передать его второму режиссёру, как это делалось обычно[1].
- Голоса шведских актрис Мэй Бритт и Аниты Экберг были дублированы другими актрисами[1].
- В эпизоде, когда Наташа навещает раненого князя Андрея, использована запись известного романса «Гори, гори, моя звезда» в исполнении Георгия Виноградова, аккомпанемент на гитаре — Александр Иванов-Крамской[4].
- Существуют два различных варианта главных титров. Они оба на английском языке. В первом состав исполнителей расположен на нейтральном фоне, в другом — на фоне фрагментов картин Наполеона перед его войсками[1].
- Несмотря на звёздность состава и масштабность, фильм не снискал успеха у американской и западноевропейской публики. Зато в СССР фильм стал очень популярным, спровоцировав экранизацию романа Сергеем Бондарчуком, которая впоследствии получила «Оскар».

## Дубляж
- В итальянской постсинхронизированной версии фильма роли дублировали: Мария Пиа Ди Мео (Одри Хепбёрн), Эмилио Чиголи (Генри Фонда), Стефано Сибальди (Мэл Феррер), Арнольдо Фоа (Херберт Лом), Марио Безести (Оскар Хомолка), Лидия Симонески (Анита Экберг), Гуальтьеро Де Анджелис (Хельмут Дантин), Амилькаре Петтинели (Барри Джонс), Фиорелла Бетти (Милли Витале), Розетта Калаветта (Май Бритт) и Карло Романо (Джон Миллс). Витторио Гассман переозвучил свою роль сам[1].

## Отзывы
- В рецензиях на фильм об Одри писали хорошо и большей частью с уважением. Самый резкий отзыв принадлежал английскому критику Полу Дену, который писал, что «её хорошенькое личико с большими глазами московитки, одновременно вызывающее в памяти мордочку оленёнка и облик фавна, ничуть не меняется». Дайлис Пауэлл признавала, что Наташа «не становится более зрелой», но добавляла при этом, что названный недостаток, хотя и правильно отмечаемый многими, «делает бедную девушку подобной какой-нибудь разновидности портвейна или сыра». С. Э. Лежен, сочетая резкость суждения с похвалой, заявил, что «будучи в определённом смысле „анахронизмом“, она всё же „очаровательная маленькая гусыня“»[2].
- Кинг Видор: «Всякий раз, когда мне задают самый озадачивающий из всех возможных вопросов: „Кто ваша самая любимая актриса из тех, которые снимались у вас?“ — в голову сразу же приходит это имя». Не было никакой необходимости называть его: их взаимное притяжение заметно в каждом кадре «Войны и мира». Он навсегда сохранил свою убеждённость в том, что Одри с его точки зрения, «идеально» подходит для этой роли. Видор всё же боялся, что «она, возможно, будет не соответствовать русскому представлению об этой роли». И тем не менее, когда русские сделали свою собственную экранизацию «Войны и мира» в 1966 году (постановка Сергея Бондарчука), «они взяли на роль Наташи актрису Людмилу Савельеву, — отметил Видор с самодовольным чувством свершившегося воздаяния, — которая в точности соответствовала типу Одри»[2].

В целом, фильм получил неоднозначные отзывы критиков.
На сайте Rotten Tomatoes картина имеет рейтинг 43 %, на основании 7 рецензий критиков, со средней оценкой 5,8 из 10.
Фильм признан Американским институтом кино в следующих списках:
2005: 25 лучших музыкальных композиций в фильмах за 100 лет по версии AFI — Номинация
2008: 10 лучших эпических фильмов за 100 лет по версии AFI — Номинация